# Castelo de Troissy

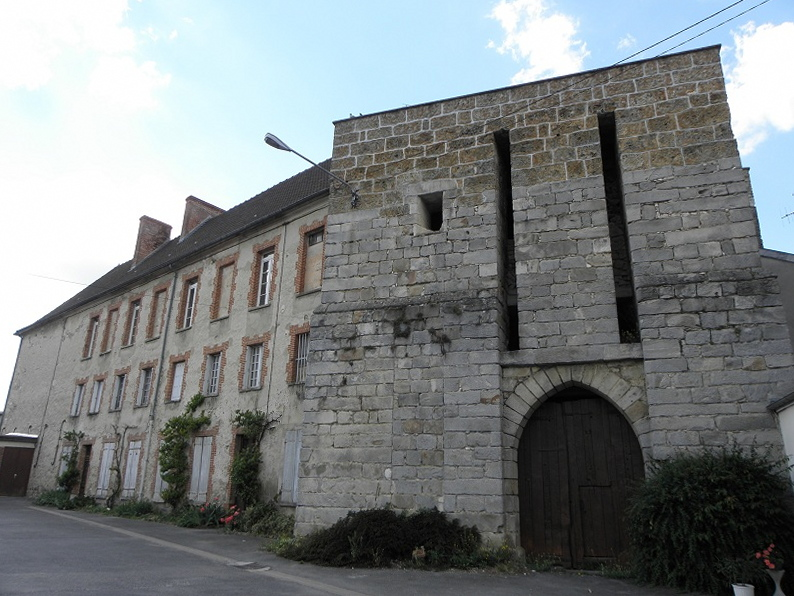
Castelo de Troissy

O Castelo de Troissy é um antigo castelo na comuna de Troissy, no departamento de Marne, na França. Data do século XII.

## Descrição
Em 1855, uma reunião da Sociéte Française pour la Conservation des Monuments Historiques ouviu uma descrição do castelo. Os vestígios consistiam numa única torre e um portal ogival duplo ou em arco pontiagudo e datavam do século XIV. A torre quadrada é construída em arenito e é mais larga na metade inferior. A ameia no topo é uma evidência da sua função militar. A porta externa tem duas ranhuras recortadas para abrigar as vigas de uma ponte levadiça; dentro está uma ranhura para a ponte levadiça.
A cripta do castelo foi classificada desde 1924 como monumento histórico pelo Ministério da Cultura da França.